# Andrei Wladimirowitsch Skotsch

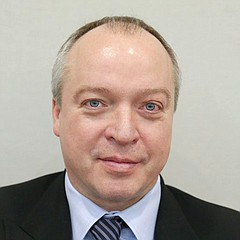
Andrei Skotsch, 2018

Andrei Wladimirowitsch Skotsch (russisch Андрей Владимирович Скоч; * 30. Januar 1966 im Dorf Nikolskoje, Moskauer Oblast, Sowjetunion) ist ein russischer Unternehmer, Politiker und Milliardär.
Nach Angaben des US-amerikanischen Forbes Magazine gehört Skotsch zu den reichsten Russen und ist 2012 in The World’s Billionaires gelistet.

## Leben
Skotsch studierte Psychologie an der Staatlichen Pädagogischen Universität Moskau und schrieb dort seine Dissertation.

## Unternehmerische Tätigkeit
Anfang der 1990er Jahre begann Skotsch seine unternehmerische Tätigkeit zusammen mit seinem Freund Lew Matwejewitsch Kwetnoi. Sie gründeten ein Geschäft für Computer und Computerzubehör. Später stiegen sie in die Erdölbranche ein.
Seine weitere Karriere hing in hohem Maße mit derjenigen des Oligarchen Alischer Burchanowitsch Usmanow zusammen. Skotsch lernte Usmanow Anfang der 1990er kennen, als dieser in einer finanziellen Krise steckte. Mit seinem Zigarettenunternehmen machte Usmanow aufgrund des starken Dollarkurses Schulden in Höhe von 26 Millionen Dollar. Skotsch und Kwetnoi bürgten für Usmanow mit ihrem gesamten Vermögen, wodurch dieser einen Bankkredit in Höhe von 14 Millionen Dollar aufnehmen und bereits nach vier Monaten das Darlehen zurückzahlen konnte. Die Geschäftsfindigkeit Usmanows beeindruckte Skotsch und Kwetnoi so sehr, dass die beiden zu seinen Partnern im Investitionsunternehmen Interfin (bzw. Interfinservice) wurden. Zu den Anteilseignern von Interfin gehörten 1998 nach offiziellen Angaben die britische Middlesex Holdings plc (40 %), die russische MAPO-Bank (40 %) und der russische Gasriese Gazprom (20 %). Usmanow, Skotsch und Kwetnoi wurden schließlich per Management-Buy-out zu alleinigen Eigentümern von Interfin. Mitte der 1990er Jahre besaß Interfin bereits 40 % des Elektrostahlwerks in Stary Oskol und 51 % von Archangelskgeologdobytscha, eines Unternehmens für geologische Ausbeute in Archangelsk, das über Vorkommen von Erdöl und Diamanten im europäischen Norden Russlands verfügte. 2001 verkauften sie ihren Anteil am Archangelsker Unternehmen für 150 Millionen Dollar.
Usmanow baute gemeinsam mit Skotsch und Kwetnoi, der später ausbezahlt wurde, den russischen Konzern Metalloinwest auf, der zum größten Eisenproduzenten Russlands wurde. 2012 gründete Usmanow USM Holdings, welche seine anderen Firmen, wie Metalloinwest, MegaFon, Skartel, Mail.Ru Group sowie die Fernsehsender Disney Russia, MUZ-TW und JU bündelte. 2018 wurde das Unternehmen in USM umbenannt. Anteilseigner sind seitdem Usmanow mit 49 %, Skotsch mit 30 %, der britisch-iranische Geschäftsmann Farhad Moshiri mit 8 % und der Generaldirektor von USM Management Iwan Streschinski mit 3 %; 10 % reservierte Usmanow für sich, um diese in Zukunft den Leitern der Holding zu übergeben. USM ist das Akronym von Usmanow-Skotsch-Moshiri.
Bei der Veröffentlichung der Panama Papers im April 2016 tauchte Usmanows Name als Anteilseigner mehrerer Offshore-Firmen auf. Aus dem Datenleak ging vor allem hervor, wie komplex und undurchsichtig die Organisationsstruktur von Usmanows Firmen ist. Dies wird auch durch die Datenbank der Offshore-Leaks veranschaulicht, wo die Verbindungen zwischen den einzelnen Briefkastenfirmen (darunter Hovigton Enterprises Ltd.) sichtbar werden. Das ist deshalb bemerkenswert, weil Usmanows Hovigton durch Vermittlung des Dienstleisters Bridgewaters (IOM) Ltd., der 2017 durch die Paradise Papers eine fragwürdige Berühmtheit erlangte, zwischen 2011 und 2015 auf Wladimir Skotsch, den Vater von Andrei Skotsch, registriert war. Hovigton war Aktieninhaberin der auf Zypern registrierten Gallagher Holdings Ltd. (ebenfalls eine Firma von Usmanow), aus der später Usmanows Stahlimperium USM hervorging.

## Sanktionen
Im April 2018 verhängte die Regierung der Vereinigten Staaten Sanktionen gegen Skotsch.

## Wohltätigkeit
Skotsch gründete 1996 die Stiftung „Zdorowoje pokolenije“ (Gesunde Generation), die später in „Pokolenije“ umbenannt wurde. Sie unterstützt Kulturschaffende und Wissenschaftler, Familien mit drei oder mehr Kindern, Veterane des Zweiten Weltkriegs, Senioren und viele andere. Die Stiftung finanziert außerdem den Bau medizinischer Einrichtungen in der Oblast Belgorod und gewährt finanzielle Unterstützung zum Wiederaufbau und Restauration von Soldatenfriedhöfen.

## Politische Karriere
1999 wurde Skotsch Abgeordneter in der Duma. Im Dezember 2007 wurde er erneut in die Staatsduma für die Partei Einiges Russland gewählt.

## Vermögen
Laut Forbes nahm Skotsch im Jahr 2020 mit 7,4 Milliarden Dollar in der Liste der reichsten Menschen weltweit den 241. Platz ein.
Skotsch ist unter anderem Eigentümer der 2013 gebauten Motoryacht Madame Gu. Skotsch ist auf Sanktionslisten der EU, Vereinigtes Königreich und den Vereinigten Staaten.

## Familie
Skotsch war zwei Mal verheiratet. Aus seiner ersten Ehe hat er fünf Kinder, davon Vierlinge, die 1994 geboren wurden. Mit seiner zweiten Ehefrau Jelena Lichatsch, die in die Ehe die Tochter Darja mitbrachte, hat Skotsch vier gemeinsame Kinder: drei Töchter Aleksandra, Sofja und Julia sowie einen Sohn Nikita.

## Zugehörigkeit zur organisierten Kriminalität
Laut des amerikanischen Finanzministeriums hat Andrei Skotsch langfristige Verbindungen zu russischen Gruppierungen der organisierten Kriminalität unterhalten. Beispielsweise erzählte Skotsch 2012 der Financial Times, er hätte in den 1990er Jahren Erdölverträge mit zwei Männern ausgehandelt, die das FBI zu Anführern der Solnzewo-Bruderschaft zählt. The Guardian veröffentlichte 2012 ein Foto, aufgenommen im Jahr 1994, auf dem Skotsch neben Sergei Michailow (Deckname: Michas) und Viktor Awerin (Deckname: Awera), den berüchtigtsten Gangstern des postsowjetischen Russlands und Bossen der Solnzewo-Bruderschaft, zu sehen ist.
Weil Skotsch, nach Ansicht des amerikanischen Finanzministeriums, neben seinem Posten als Dumaabgeordneter, seit langem Beziehungen zur organisierten Kriminalität unterhält und eine Zeit lang sogar eine kriminelle Gruppierung selbst geleitet haben soll, wurde er von den USA im Gefolge der Sanktionen gegen Russland zusammen mit anderen russischen Oligarchen, die allesamt dem Kreml nahestehen und daher die Konsequenzen aus dem politischen Handeln ihrer Regierung mittragen müssen, in die Sanktionsliste aufgenommen.
Leonid Roitman, ehemaliges Mitglied der Magadan-Brigade, so benannt nach dem Anführer Oleg Asmakow (Deckname: Magadan), bestätigte 2019 in einem Interview mit dem russisch-amerikanischen Journalisten Seva Kaplan, dass Skotsch schon immer ein Solnzewo-Anführer war und bis heute geblieben ist. Seine kriminelle Tätigkeit in Moskau begann Skotsch zusammen mit Oleg Asmakow. Skotsch erfüllte innerhalb der Solnzewo-Bruderschaft die Funktion eines Koordinators und gab unter anderem die Befehle für Auftragsmorde. Er habe beispielsweise seinen Untergebenen gezeigt, wie man Leichen durch Verbrennen entsorgt. Heute habe er, so Roitman, mehr Einfluss in der Bratwa als Michailow. Außerdem bestätigte Roitman, dass die Geschäftstätigkeit von Alischer Usmanow immer noch unter dem Schutz von Skotsch und seiner Solnzewskaja-Gruppierung sowie von Lew Kwetnoi und Oleg Ibragimowitsch Scheichametow steht.